# Rhynchospora cordatachenia
Rhynchospora cordatachenia är en halvgräsart som beskrevs av Mark T. Strong. Rhynchospora cordatachenia ingår i släktet småag, och familjen halvgräs. Inga underarter finns listade i Catalogue of Life.